# Gubernator Dżakarty
Gubernator Dżakarty jest najwyższym urzędnikiem władzy wykonawczej w Dżakarcie – indonezyjskim mieście-prowincji o statusie stolicy. Urząd ten powstał wraz z nadaniem Dżakarcie statusu prowincji w 1960 roku i zniesieniem urzędu burmistrza Dżakarty. W sierpniu 2007 roku odbyły się pierwsze demokratyczne wybory, w których wybrano gubernatora. Wcześniej gubernatorów wyznaczały lokalne izby reprezentantów. Obecnie urząd gubernatora Dżakarty sprawuje Anies Baswedan.

## Lista gubernatorów Dżakarty
| #   | Imię i nazwisko                            | Zdjęcie                     | Początek sprawowania funkcji | Koniec sprawowania funkcji |
| --- | ------------------------------------------ | --------------------------- | ---------------------------- | -------------------------- |
| 1.  | Soemarno Sosroatmodjo (ur. 1911, zm. 1991) |                             | 29 stycznia 1960             | 26 sierpnia 1964           |
| 2.  | Henk Ngantung (ur. 1921, zm. 1991)         |                             | 26 sierpnia 1964             | 15 lipca 1965              |
| 3.  | Soemarno Sosroatmodjo (ur. 1911, zm. 1991) |                             | 15 lipca 1965                | 28 kwietnia 1966           |
| 4.  | Ali Sadikin (ur. 1927, zm. 2008)           |                             | 28 kwietnia 1966             | 1977                       |
| 5.  | Tjokropranolo (ur. 1924, zm. 1998)         |                             | 1977                         | 1982                       |
| 6.  | Soeprapto (ur. 1924, zm. 2009)             |                             | 1982                         | 1987                       |
| 7.  | Wiyogo Atmodarminto (ur. 1922)             |                             | 1987                         | 1992                       |
| 8.  | Soerjadi Soedirdja (ur. 1938)              |                             | 1992                         | 6 października 1997        |
| 9.  | Sutiyoso (ur. 1944)                        |                             | 6 października 1997          | 7 października 2007        |
| 10. | Fauzi Bowo (ur. 1948)                      | style="background:#F9F9F9;" | 7 października 2007          | 7 października 2012        |
| —   | Fadjar Panjaitan (ur. 1955)                |                             | 8 października 2012          | 15 października 2012       |
| 11. | Joko Widodo (ur. 1961)                     | style="background:#F9F9F9;" | 15 października 2012         | 16 października 2014       |
| —   | Basuki Tjahaja Purnama (ur. 1966)          |                             | 16 października 2014         | 19 listopada 2014          |
| 12. | Basuki Tjahaja Purnama (ur. 1966)          | 19 listopada 2014           | 9 maja 2017                  |                            |
| —   | Djarot Saiful Hidayat (ur. 1962)           |                             | 9 maja 2017                  | 15 czerwca 2017            |
| 13. | Djarot Saiful Hidayat (ur. 1962)           | 15 czerwca 2017             | 15 października 2017         |                            |
| 14. | Anies Baswedan (ur. 1969)                  | style="background:#F9F9F9;" | 16 października 2017         | 16 października 2022       |
| —   | Heru Budi Hartono (ur. 1965)               | style="background:#F9F9F9;" | 17 października 2022         | 17 października 2024       |
| —   | Teguh Setyabudi (ur. 1967)                 | style="background:#F9F9F9;" | 17 października 2024         | nadal                      |